# Andy Grahame
Andy Grahame, właśc. Andrew George Grahame (ur. 10 września 1957 w Birmingham) – brytyjski żużlowiec.

## Życiorys

### Kariera sportowa
Trzykrotny medalista indywidualnych mistrzostw Anglii: złoty (Coventry 1982), srebrny (Coventry 1984) oraz brązowy (Coventry 1983). Wielokrotny uczestnik eliminacji indywidualnych mistrzostw świata (najlepszy wynik: 1982 – awans do finału światowego jako rezerwowy).
W lidze brytyjskiej reprezentował kluby Milton Keynes Knights (1978-1979), Birmingham Brummies (1979-1983), Wolverhampton Wolves (1984, 1988), Oxford Cheetahs (1985-1987, 1989, 1994), Wimbledon Dons (1990), Eastbourne Eagles (1991-1992) oraz Cradley Heath Heathens (1992-1994).

### Życie prywatne
Brat Alana Grahame’a, również żużlowca.